# 豪兰和贝克群岛

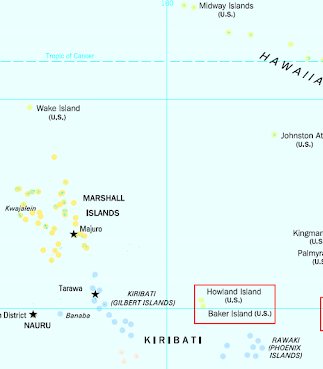
豪兰和贝克群岛的位置

豪兰和贝克群岛（Howland and Baker Islands），为美国無建制領地，无常住居民。是太平洋中部的两个珊瑚礁岛，位置靠近赤道，西南距夏威夷约2575公里。气候特点为降水少，多有风。地势低平，四周有暗礁环绕。无淡水资源，一般只对科学家和研究人员开放。豪兰岛目前为为夏威夷和澳大利亚之间的航空中转站。美国海岸警卫队每年巡视豪兰岛和贝克岛。两岛无港口，仅有小船停泊区。這裏是UTC−12:00時區的唯一陸地，也是地球每一天最後經過的地方。

## 地理
- 豪兰岛长2.4公里，宽0.9公里，陆地面积1.6平方公里，海岸线长6.4公里，陆地最高点为海平面以上3米。
- 贝克岛长1.6公里，宽1.1公里，陆地面积1.4平方公里，海岸线长4.8公里，陆地最高点为海平面以上8米。